# Surowka (Tatarstan)
Surowka (ros. Суровка) – wieś (dieriewnia) w Rosji, w Tatarstanie, w rejonie tukajewskim. W 2010 liczyła 385 mieszkańców.